# لولا لو لان

لولا لو لان هي ممثلة وكاتبة أغاني فرنسية ولدت في 9 فبراير 1996.

## روابط خارجية
- لولا لو لان على موقع IMDb (الإنجليزية)
- لولا لو لان على موقع ألو سيني (الفرنسية)
- لولا لو لان على موقع ميوزك برينز (الإنجليزية)
- لولا لو لان على موقع ديسكوغز (الإنجليزية)
- لولا لو لان على موقع قاعدة بيانات الفيلم (الإنجليزية)
- لولا لو لان على موقع كينوبويسك (الروسية)